# Луккенбах
Луккенбах (нем. Luckenbach) — община в Германии, в земле Рейнланд-Пфальц. 
Входит в состав района Вестервальд. Подчиняется управлению Хахенбург.  Население составляет 622 человека (на 31 декабря 2010 года). Занимает площадь 3,61 км².